# Daikatana
Daikatana, chiamato anche John Romero's Daikatana in copertina, è un videogioco sparatutto in prima persona, progettato da John Romero per Ion Storm e pubblicato da Eidos Interactive il 22 aprile 2000. Ne sono state realizzate versioni per Windows, Game Boy Color e Nintendo 64; il porting su PlayStation, inizialmente previsto, è stato annullato a causa dell'insuccesso commerciale del titolo. Viene ricordato come uno dei maggiori flop dell'industria dei videogiochi.

## Trama
Il protagonista del gioco è Hiro Miyamoto, un istruttore di arti marziali nel Giappone dell'anno 2455. Il samurai è raggiunto dal dottor Toshiro Ebihara, gravemente malato, che gli spiega che il mondo è nelle mani di un uomo chiamato Kage Mishima: questi ha rapito Mimiko, la figlia di Toshiro, che aveva tentato di recuperare la Daikatana, una spada magica in grado di viaggiare nel tempo; la Terra è anche afflitta da una terribile epidemia, e la spada dotata anche di un'essenza in grado di produrre un antidoto. Dopo che un gruppo di ninja attaccano i due e uccidono Toshiro, Hiro si infiltra nei QG di Mishima, dove salva non solo Mikiko, ma anche Superfly Johnson, capo della sicurezza di Mishima ribellatosi ai suoi metodi totalitari. I tre raggiungono dunque la Daikatana, ma Mishima li intercetta e li sconfigge usando una seconda Daikatana, rimandandoli nell'Antica Grecia. Sconfitta la Medusa, i tre ricaricano la Daikatana usando il potere del mostro, e viaggiano di nuovo nel tempo, ma Mishima li respinge di nuovo e stavolta in un villaggio vichingo del Medioevo. I tre trovano dunque lo stregone Musilde, il quale si offre di ricaricare la Daikatana a patto che i tre salvino il villaggio dall'epidemia che lo affligge: a tale scopo, il trio deve sconfiggere il necromante Nharre, ricostruire il Purificatore, un'altra spada magica, e usare tale arma per far rinsavire il re Gharroth, che la userà per porre fine all'epidemia.
I tre finiscono così nel 2030, in una San Francisco caduta nelle mani delle gang locali e in una legge marziale dichiarata dall'esercito e da Mishima. Raggiunta una base navale dove Mishima costruisce le sue armi, Hiro viene posseduto dal fantasma del suo antenato Usagi, colui che forgiò la Daikatana, e riesce in tal modo a prendere in mano la spada magica. Mishima raggiunge il trio, ma alla fine Hiro lo sconfigge una volta per tutte, e la spada in mano sua sparisce in quanto la sua linea temporale non esiste più. Come tentativo estremo di ripristinare il tempo, Hiro decide di immergere la Daikatana di Mishima in un reattore nucleare, ma durante l'operazione viene a mancare la corrente e Mikiko ne approfitta per prendere la Daikatana e uccidere Superfly. La Daikatana era infatti stata forgiata per porre fine al conflitto tra i clan rivali Ebihara e Mishima, e questi ultimi avevano chiesto a Usagi di forgiarla; ma il fabbro, capendo gli intenti sinistri dei Mishima, la cedette invece agli Ebihara, guidati dal capoclan Inshiro, che sconfissero i loro rivali e gettarono poi la spada in un vulcano. Mikiko però aggiunge che anche gli Ebihara erano animati da intenzioni maligne, e ora annuncia di voler usare la Daikatana per riportare l'onore del suo clan e dominare il mondo. Hiro sconfigge e uccide Mikiko, e usa poi la Daikatana per ripristinare il tempo una volta per tutte. Così, dopo che l'epidemia è stata curata nel 2030, nel 2455 il mondo è libero dall'influenza dei Mishima. Hiro si autoesilia in un angolo dimenticato dello spazio-tempo, come protettore della Daikatana per assicurarsi che non cada mai nelle mani sbagliate.

## Modalità di gioco
Daikatana ha un totale di 24 livelli divisi in 4 episodi, con un numero medio di 3 mappe per livello. Ogni episodio si sviluppa in diversi luoghi e periodi di tempo: il Giappone del XXV secolo, l'antica Grecia del 1200 a.C., i Secoli bui in Norvegia nel 560, e la San Francisco del non lontano 2030. Con visuale in prima persona, in genere si affrontano veloci sessioni di azione e occasionalmente si devono risolvere degli enigmi.
I compagni di Hiro svolgono un ruolo importante, la morte di uno di essi impedisce di portare a termine la missione e la loro presenza è necessaria per risolvere alcuni enigmi.
Tuttavia nella conversione per Nintendo 64, piuttosto ridimensionata rispetto all'originale per Windows, i compagni furono del tutto eliminati, a parte le apparizioni negli intermezzi.
La versione per il Game Boy Color è decisamente differente e divenne un piccolo gioco di avventura con visuale dall'alto, nello stile di Zelda.

## Accoglienza
Daikatana è stato oggetto di grande attenzione da parte della stampa statunitense, soprattutto per via della celebrità del progettista John Romero, notissimo al grande pubblico per il suo lavoro alla id Software nello sviluppo di due titoli di enorme successo del genere sparatutto: Doom e Quake. Persino una rivista non specializzata in videogiochi come Time ha dato a Romero e Daikatana grande spazio ("tutto ciò che John Romero tocca diventa sangue e oro").
La campagna pubblicitaria del gioco fu estremamente aggressiva: la locandina più famosa e controversa era costituita dal messaggio in caratteri neri su sfondo rosso "John Romero's about to make you his bitch" ("John Romero sta per fare di te la sua puttana") e "Suck it down" ("Succhialo"). Il titolo del gioco non era neppure menzionato ed era presente solo il logo di Ion Storm.
La pubblicità della "puttana" fu ideata da una donna, Sasha Shor della Industry Media, che aveva lavorato al progetto delle confezioni di Quake. Mike Wilson della Ion Storm voleva uno spot molto "tagliente" e fu soddisfatto; Romero sostiene di non aver avuto il buonsenso di opporsi.
In seguito a tali premesse, si creò un clima di attesa spasmodica, fenomeno analogo a quanto avvenuto, per esempio, con Duke Nukem Forever. La data di pubblicazione fu però più volte rimandata: dal 1997 fu progressivamente spostata fino al 2000, un lungo periodo di attesa caratterizzato da numerosi licenziamenti, dimissioni di elementi chiave del progetto e fondi sprecati. Nel frattempo, sul mercato erano apparsi titoli dello stesso genere e basati su tecnologie innovative, come Unreal Tournament e Quake III Arena, che smorzarono un po' l'interesse in questo tipo di giochi. Molte delle caratteristiche di Daikatana che sarebbero state rivoluzionarie nel 1997 risultarono ormai superate nel 2000. Numerose critiche furono avanzate anche rispetto a dettagli secondari, come il numero limitato di salvataggi disponibili per ogni livello e la scarsa intelligenza artificiale dei compagni di Hiro che nello svolgimento dell'azione finivano col costituire un impedimento piuttosto che un aiuto. Molte classifiche riportarono Daikatana fra i 10 peggiori giochi del 2000, e The Guardian lo cita come uno dei videogiochi più brutti in assoluto.
In realtà definirlo uno dei peggiori giochi mai realizzati è decisamente eccessivo; piuttosto Daikatana fu deludente in rapporto alle grandi aspettative che si erano create, come capita a molti altri giochi di alto profilo. Fu molto penalizzato dai ritardi accumulati per un totale di tre anni e all'uscita ricevette molte recensioni negative, soprattutto per quanto riguarda la versione per Nintendo 64. Daikatana conteneva molte idee interessanti, ma spesso non ben realizzate. La versione Nintendo 64 fu decisamente peggiorata rispetto all'originale, sotto molti punti di vista; mentre quella per Game Boy Color, sebbene divenuta un gioco sostanzialmente diverso, fu apprezzabile.
Daikatana fu l'inizio del declino della carriera di Romero nell'industria dei videogiochi e la principale causa della chiusura degli uffici Ion Storm a Dallas. Romero fondò una nuova compagnia molto più piccola, Monkeystone, per creare giochi per sistemi portatili.

## Sviluppo
La struttura iniziale di Daikatana fu completata nel marzo 1997; il gioco avrebbe usato id Tech 1.5, il motore grafico di Quake, e sarebbe stato ricco di contenuti: 24 livelli in 4 episodi diversi, 25 armi, e 64 mostri differenti. Nonostante la mole di lavoro prevista, Romero riteneva di riuscire a completare il titolo in sette mesi, giusto in tempo per il Natale del 1997. John Carmack disse che una simile tabella di marcia era assurda; alla id Software, lo sviluppo del meno ambizioso Quake aveva occupato una squadra 9 veterani (tra i quali lo stesso Romero) per 6 mesi, mentre la Ion Storm disponeva di 8 collaboratori neoassunti.
John Romero non aveva capito che aveva bisogno di personale preparato, invece il suo gruppo di lavoro era ancora in fase di formazione, formato da modder appassionati ricchi di talento, ma poveri di esperienza. Lo stesso Romero ammette che assumerli fu uno dei suoi errori più grandi, sebbene fu per lui un grande esperimento.
Ion Storm mostrò Daikatana all'E3 nel giugno 1997. Sfortunatamente, la parte grafica era ancora in sviluppo e girava solo in modalità software, quindi l'aspetto estetico era mediocre. Allo stesso tempo, id Software stava creando idTech 2, il nuovo motore destinato allo sviluppo di Quake II, dotato di accelerazione hardware nativa ed effetti grafici innovativi. Romero capì che Daikatana stava diventando tecnologicamente obsoleto e si affrettò ad acquistare il codice sorgente del nuovo motore grafico. La data del Natale 1997 fu annullata senza clamori; il nuovo piano era di continuare a creare i contenuti per il gioco e la pubblicazione fu rimandata al marzo 1998.
Secondo Romero, il più grande problema tecnico dello sviluppo fu proprio l'attesa del nuovo motore, con il quale avrebbero dovuto reimplementare tutto il codice. Il compito però si rivelò molto più difficile del previsto. Ma secondo Romero resta comunque il fatto che i veri problemi incontrati nello sviluppo dipesero dalle persone e non dalla tecnologia.
IdTech 2 fu disponibile attorno al novembre 1997 e si capì subito che l'aggiornamento dei contenuti sviluppati con idTech 1.5 non sarebbe stato semplice. I due motori erano in gran parte incompatibili e si rese necessaria una completa riscrittura del codice che impegnò per altri 11 mesi di tempo, posticipando l'uscita al dicembre 1998.
Questo problema non avrebbe impedito l'uscita di Daikatana nella data prevista, ma le politiche interne alla compagnia, le difficoltà relative allo sviluppo sul sofisticato e complesso idTech 2 e la mancanza di motivazione, cominciarono a far crollare il morale. Ion Storm era cresciuta velocemente e continuava a spendere soldi senza problemi ma senza riuscire a ottenere risultati concreti. In seguito a continui screzi e incomprensioni, nel novembre 1998 dodici membri furono allontanati, costringendo Romero a rinviare ulteriormente la data di uscita verso il febbraio 1999.
A gennaio, il passaggio al motore di Quake II era finalmente completo. Il tempo previsto per lo sviluppo si era dilatato da poche settimane a un intero anno e Ion Storm dichiarò con orgoglio che "venga l'inferno o l'acqua alta, il gioco sarà completato il 15 febbraio 1999". Anche questa data fu cancellata, ma fu pubblicato un demo in marzo che non riuscì a impressionare i giocatori perché non conteneva la modalità a gioco singolo ma solo quella multigiocatore e senza avversari.
Romero preparò un nuovo demo per l'E3 del 1999, ma il risultato fu disastroso: programmato in fretta e afflitto da bachi, il gioco andava a scatti con appena 12 fotogrammi al secondo, contro i 30 preventivati necessari ad assicurare una buona fluidità. Il disastro dell'E3 portò una nuova crisi alla Ion Storm. Eidos, la compagnia che aveva finanziato lo sviluppo di Daikatana con 25 milioni di dollari, ne aveva abbastanza. Nel giugno 1999 fu raggiunto un accordo con cui Romero cedette alla stessa Eidos la maggior parte delle azioni di Ion Storm e i fondatori Todd Porter e Jerry O'Flaherty lasciarono la compagnia.
Nonostante le dimissioni del quarto programmatore capo Steve Ash, Daikatana stava per raggiungere gli scaffali. Ion Storm fissò la nuova data al 17 dicembre 1999, ma a causa di problemi relativi ad alcuni bachi, fu spostata di alcune settimane. Come successo in precedenza, anche questa fu cancellata per dare più tempo ai bug tester di correggere diversi errori. 
Il 21 aprile 2000 Daikatana finalmente arrivò sugli scaffali dei negozi.

### Nome
Daikatana, scritto con il simbolo giapponese kanji 大刀, significa "spada larga". Si tratta di un oggetto particolarmente potente che era presente in una campagna di Dungeons & Dragons a cui giocavano, durante lo sviluppo dei loro primi titoli, i membri di id Software.

## Doppiaggio
Fonte:
| Personaggio      | Voce originale    | Voce italiana    |
| ---------------- | ----------------- | ---------------- |
| Hiro Miyamoto    | J. Paul Stevens   | Marco Balzarotti |
| Superfly Johnson | Marcus M. Mauldin | Silvano Piccardi |
| Mikiko Ebihara   | Deborah Jolly     | Jasmine Laurenti |
| Toshiro Ebihara  | John William Galt | Silvano Piccardi |
| Tatsuo Ebihara   | John William Galt | Antonio Paiola   |
| Kage Mishima     | John William Gatl | Sergio Grasso    |
| Re Gharrott      |                   | Sergio Grasso    |
| Musilde          |                   | Giorgio Melazzi  |
| Miho             | Candace Evans     | Elda Olivieri    |
| Ratchet Cassetti |                   | Antonio Paiola   |